# Fragile (Al Bano & Romina Power)
Fragile è un album di Al Bano e Romina Power pubblicato nel 1988 in Italia e in altri paesi europei. Il disco è stato stampato in varie edizioni. La prima traccia, presente solo nel LP, s'intitola Salento ed è un brano a cappella. L'album contiene tra le varie canzoni un duetto tra Romina e Tyrone Power Jr intitolato A miracle. La ristampa del 1989 include anche Cara terra mia classificata al terzo posto al Festival di Sanremo 1989. Il disco finisce con Nessun dorma, tratta dall'opera Turandot di Giacomo Puccini.
L'album è stato pubblicato anche in una edizione in lingua spagnola per il mercato della Spagna e dell'America Latina, con il titolo Frágile.

## Tracce
1. Salento (Albano Carrisi)
2. Fragile (Joachim Horn-Bernges, Christian Heilburg, Albano Carrisi, Romina Power)  - 4:13
3. Sei tu (Al Camarro, L.B.Horn, Romina Power)  - 3:42
4. Africa, Africa (Albano Carrisi, Romina Power)  - 3:33
5. Che amici (Al Camarro, L.B.Horn, Cristiano Minellono)  - 3:20
6. Donna (Jerry Fuller, Albano Carrisi, Romina Power)  - 3:21
7. A miracle (con Tyrone Power Jr) (L.B.Horn, Springbock, Romina Power)  - 3:20
8. Cara terra mia (Albano Carrisi, Romina Power, Vito Pallavicini)
9. Questa notte (Al Camarro, L.B.Horn, Cristiano Minellono, Romina Power)  - 3:19
10. Non pensarci più (L.B.Horn, Albano Carrisi, Cristiano Minellono)  - 4:05
11. Il bambino non è più re (Albano Carrisi)  - 3:18
12. Non voglio perderti (Albano Carrisi, Romina Power, Willy Molco)  - 4:34
13. Era casa mia (Albano Carrisi, Cristiano Minellono)  - 4:01
14. Nessun dorma (Giacomo Puccini, Giuseppe Adami, Renato Simoni - dall'opera Turandot)  - 3:34

### Frágile
L'edizione del disco in lingua spagnola pubblicata in Spagna e in America Latina
1. Salento (Albano Carrisi)
2. Frágile (Joachim Horn-Bernges, Christian Heilburg, Albano Carrisi, Romina Power )
3. Hey tú (Al Camarro, L.B.Horn, Romina Power)
4. África, África (Albano Carrisi, Romina Power)
5. A miracle (con Tyrone Power Jr) (L.B.Horn, Springbock, Romina Power)
6. Esa casa mia (Albano Carrisi, Cristiano Minellono)
7. Esta noche (Al Camarro, L.B.Horn, Cristiano Minellono, Romina Power)
8. No lo pienses más (L.B.Horn, Albano Carrisi, Cristiano Minellono)
9. Donna (Jerry Fuller, Albano Carrisi, Romina Power)
10. Quedarme un día sin ti (Albano Carrisi, Romina Power, Willy Molco)
11. Nessun dorma (Giacomo Puccini, Giuseppe Adami, Renato Simoni - dall'opera Turandot)

## Formazione
- Al Bano, Romina Power – voce
- Martin Langer – batteria
- Ken Rose, Nils Tuxen, Juergen Kumlehn – chitarra
- Al Camarro – tastiera, programmazione
- Claus Robert Kruse – tastiera, programmazione
- Peter Huber, Audrey Motaung, Richard Graves, Angelina Henschen, Little Big Horn, St. Nicolai Choir – cori

## Classifiche
| Classifica | Posizione |
| ---------- | --------- |
| Austria    | 28        |
| Germania   | 53        |